# Buhrmeister (Adelsgeschlecht)

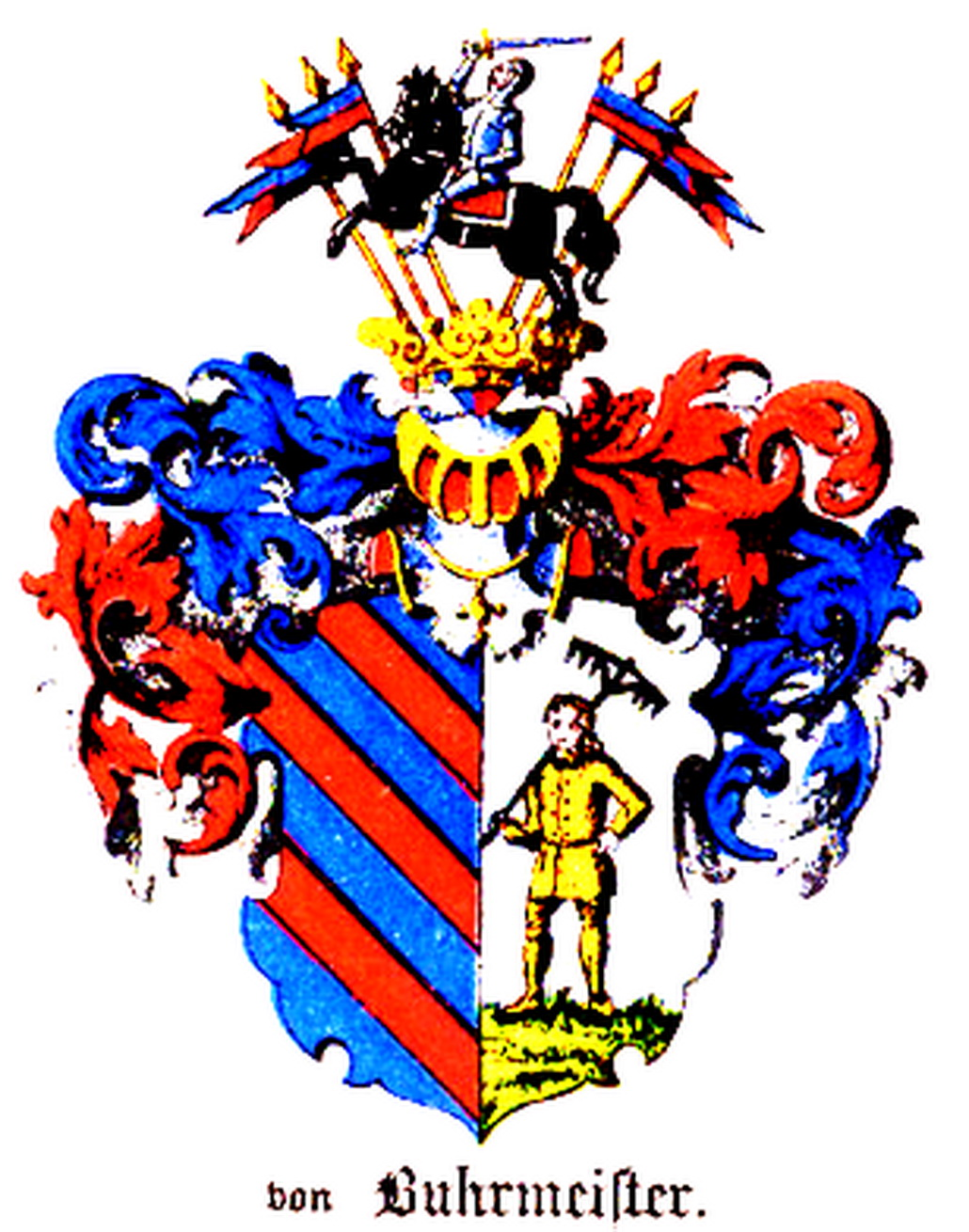
Wappen von 1882

Buhrmeister ist der Name eines deutsch-baltisch-schwedischen Adelsgeschlechtes. Nach urkundlichen Quellen wird Konrad Buhrmeister oder Bauermeister als Stammvater der Adelsfamilie von Buhrmeister betrachtet. Dieser war 1554 Rat und Diener des Herzogs Heinrich II. von Braunschweig und danach Kanzler (1558–1570) des Herzogs Magnus von Dänemark, des designierten Königs von Livland (1570 bis 1577). Konrad erwarb mehrere Besitzungen und Güter in Livland und auf der livländischen Insel Ösel und erhielt andere für seine Dienste. In der Zeit des Livländischen Krieges starb Konrad von Buhrmeister 1570 in einem russischen Kriegslager. 
Ihm folgten sein Sohn Magnus Konrad (* 1593) und dann dessen Söhne Christopher und Jürgen. Am 8. November 1650 erhielt der schwedische Generalfeldwachtmeister Christopher und sein Bruder Jürgen ein schwedisches Naturalisierungs-Diplom durch Königin Christina (1626–1689). Gleichzeitig wurde ein Wappenbrief ausgehändigt, mit dem das bisherige Wappen erneuert wurde. Seit dieser Zeit schreibt sich die Familie „Buhrmeister“, der aller Wahrscheinlichkeit vom Namen „Baurmeister“ oder „Bauermeister“ hergeleitet ist. Die Familie gehörte der Öselschen Ritterschaft an und wurde am 12. Dezember 1779 auch in die Livländische Ritterschaft immatrikuliert (Reg.-Nr. 239).

## Gutshöfe

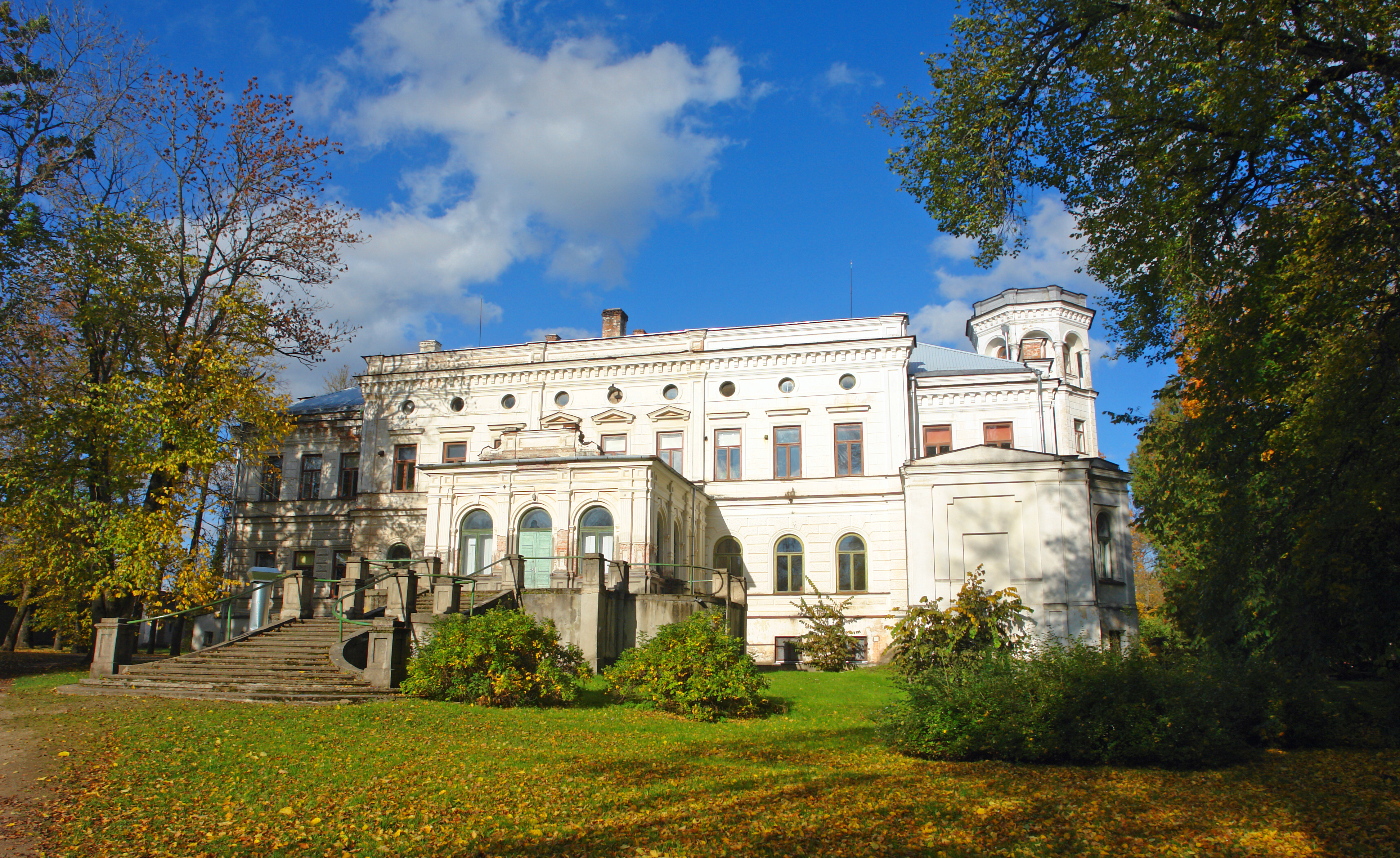
Schloss Talkhof

Christopher Buhrmeister war seit 1645 Besitzer von Schloss Talkhof, welches durch seine Tochter, der verheirateten Güntersberg, an die Grafen Manteuffel überging. Die Familie Buhrmeister war im Besitz folgender Gutshöfe: Schultzenhof und Mullut (seit 1560); Kudjapäh (1560–1596); Lulupae (1560–1806); Rotziküll (1560–1603); Thalik (seit 1728); Riethof (1729–1792 und ab 1806); Saltack mit Renno (seit 1769); Taggafer (1782–1792); Hauküll (seit 1798)

## Stammbaum und Persönlichkeiten
Konrad Buhrmeister († 1570 im russischen Lager bei Reval)
- Magnus Konrad von Buhrmeister (*/† ?), Herr auf Schultzenhof, Mullat, Burtz und Rotziküll, verheiratet mit Alheit Brackel, 
  - Jürgen von Buhrmeister († 1690), schwedischer Oberstleutnant, verheiratet mit Anna Elisabeth von Wedberg
    - Johann von Buhrmeister († 1697), verheiratet mit Gertrutha Sophia von Galen
    - Christoph von Buhrmeister (*/† ?), Kapitän
    - Magnus Christoph von Buhrmeister († 1710), verheiratet mit Hedwig Sophie von Wedberg
      - Otto Georg von Buhrmeister (1695–1760)
        - Otto Frommhold von Buhrmeister († 1782), Ordnungsrichter, Landrat und Landmarschall
        - Karl Johann von Buhrmeister (1757–1843), Landrat, Konsistorialdirektor, verheiratet mit Charlotte Buxhoeveden
          - Karl Ludwig Wilhelm von Buhrmeister (1795–1870), Generalmajor

    - Christian Jürgen von Buhrmeister (*/†), schwedischer Kapitän
      - Joachim Christoph von Buhrmeister, verheiratet mit Hedwig Sophia von Weymarn
        - Christoph Heinrich von Buhrmeister († 1781), verheiratet mit Christina Möller
          - Johann Christoph von Buhrmeister (1762–1835), Leutnant, verheiratet mit Christiane Louise von Brömsen
            - Christoph Adolf von Buhrmeister (1784–1866), russischer Generalleutnant

        - Otto Friedrich von Buhrmeister (1730–1795)
          - Christian Friedrich von Buhrmeister (1783–1850), General

    - Otto Frommhold von Buhrmeister (*/†), schwedischer Fähnrich

  - Christopher von Buhrmeister (*/†), Generalfeldwachtmeister, verheiratet mit Sophia von Möller